# Daniil Savitski
Daniil Savitski (* 4. Mai 1989 in Tallinn) ist ein estnischer Fußballtorhüter.

## Karriere
Daniil Savitski wurde in Tallinn, der Hauptstadt der Estnischen Sozialistischen Sowjetrepublik geboren. Als Kind trat er dem dortigen Fußballverein Tallinna Jalgpalliklubi bei. Dort spielte er auch seine erste Saison als Profi. Im Jahr 2007 wurde der FC TVMK Tallinn auf den talentierten Torwart aufmerksam und verpflichtete diesen. Er debütierte für TVMK im Auswärtsspiel am 26. Juli 2008 bei JK Kalev Sillamäe, welches im Sillamäe Kalevi staadion ausgetragen wurde und mit 1:0 für Tallinn endete.
Beim Verein aus der Meistriliiga der im Jahr 2005 die estnische Meisterschaft gewinnen konnte, kam der großgewachsene Savitski allerdings nicht an Vitali Teleš vorbei. Nachdem der TVMK am Saisonende 2008 wegen finanzieller Probleme die Lizenz entzogen wurde, wechselte er ablösefrei zu JK Nõmme Kalju aus dem Tallinner Stadtteil Nõmme. Dort musste er mit Rene Kaas um dem Stammplatz im Tor kämpfen. Sein erstes Spiel für Klalju machte er 2009 im Alter von 19 gegen Levadia Tallinn. In der Saison 2011 trägt er die Trikotnummer 1.